# リビア航空機撃墜事件
リビア航空機撃墜事件（リビアこうくうきげきついじけん）とは、1973年2月21日にイスラエル占領下のシナイ半島上空で、航路を逸脱して飛行していたリビア航空のボーイング727がイスラエル空軍機によって撃墜された事件である。

## 事件の概要

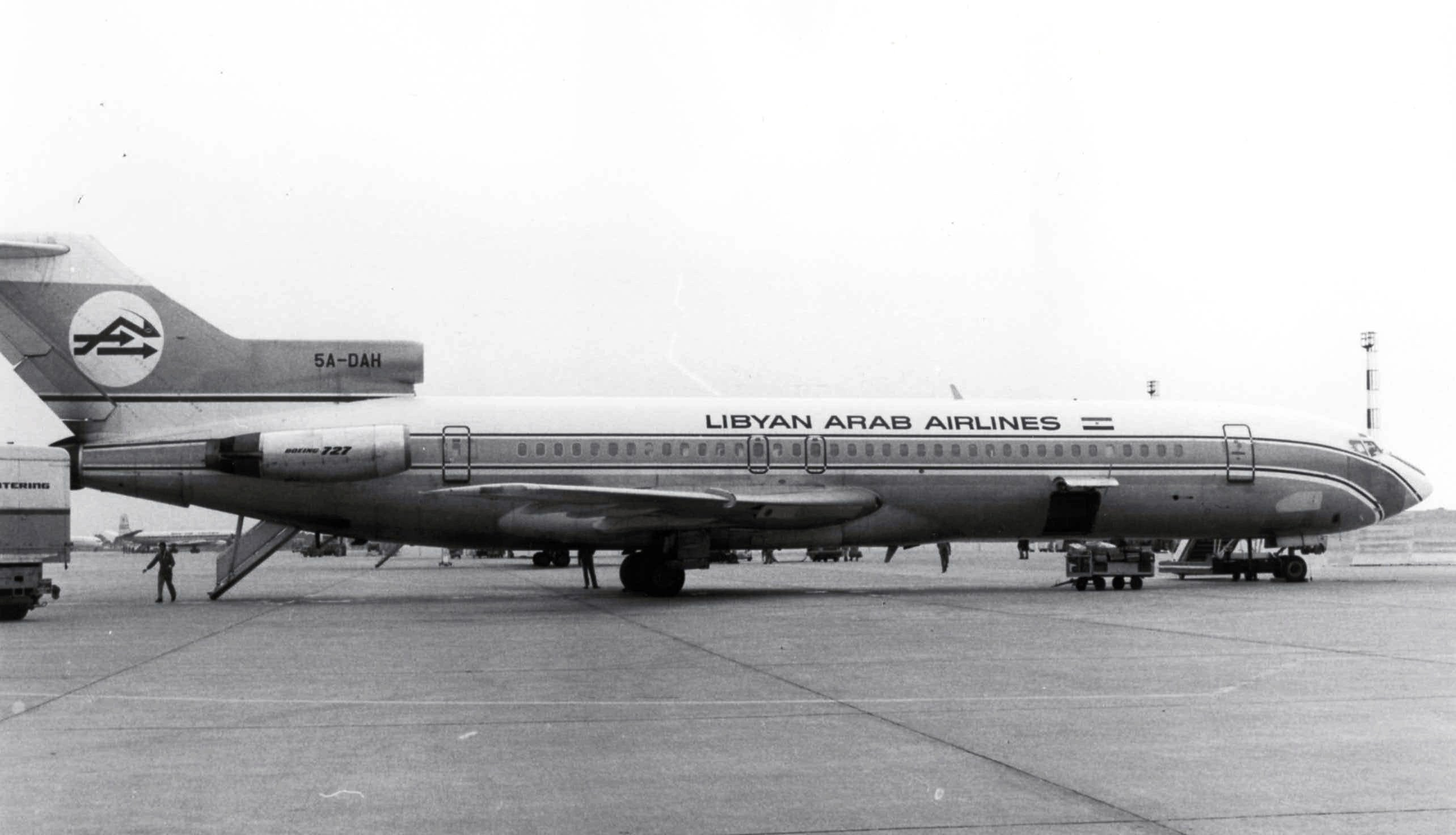
事故機の5A-DAH（1972年に撮影）

1973年2月21日、ベンガジに寄港していたリビアのトリポリ発ベンガジ経由エジプト・カイロ行きのリビア・アラブ航空（現在のリビア航空）114便（ボーイング727、登録記号5A-DAH, 1968年製造）は、カイロに向けて離陸した。114便はシディバッラニを経てアレクサンドリアのカルム(Quorum)を通過する予定であったが、シディバッラニを通過したあたりから114便の航路は次第に計画ルートからずれ始めた。

### 逸脱
当日の114便は、全行程にわたって厚い雲の上空を飛行しており、自機の位置を目視で確認することができなかった。副操縦士がカリムを通過したと管制官に報告した時には、114便はすでにカイロを通り過ぎ、カルムの東南東約100マイル（約150km）の位置を飛行していた。さらに、カイロアプローチ管制のレーダーが故障していたため、管制官も114便の位置を確認できず、114便からの無線標識信号が受信できないとの通知を管制官が受けていた頃、114便は既にスエズ湾に近づきつつあった。後に国際民間航空機関(ICAO)が調査したところによれば、カイロの無指向性無線標識(NDB)が正常に動作していなかった可能性もあったという。

### 緊急発進
スエズ湾に近づく114便をレーダーで捕捉したイスラエル空軍は、2機のF-4ファントムII戦闘機を緊急発進させた。イスラエル空軍のパイロットは侵入機の114便を強制着陸させるべく、国際的慣習で合図を送り、これに反応を示さない114便の機首前方に機銃を撃ったが、強制着陸の意図は最後まで伝わらなかった。

### 銃撃と墜落
その頃、厚い雲が一瞬だけ晴れ、114便のパイロットは、ようやく自機が第三次中東戦争でイスラエルが占領していたシナイ半島上空を飛行しており、領空侵犯していることに気づいた。114便のパイロットはパニックを起こし、カイロへ向かうべく、方向転換を図ってランディング・ギア（車輪）を引き上げた。これを視認した戦闘機のパイロットは、114便が逃亡しようとしていると判断し、閃光弾を発射した後、M61 バルカンで銃撃を加えた。損傷を受け砂漠へ緊急着陸しようとした114便は、着陸前に右ランディング・ギア付近が爆発し、現地時間の午後2時10分にスエズ湾の東約10マイル（約15km）の付近に墜落した。この墜落により乗員8名、乗客105名のうち副操縦士と乗客4名を除く108名が死亡した。

### 事故後
生き残った副操縦士によると、航空機の搭乗員はイスラエルの戦闘機が着陸を望んでいたのは知っていたが、イスラエルとリビアの関係によって指示に従わないことを決定したと述べている。イスラエルの国防省はパイロットが民間人が多数搭乗していた民間機を撃墜した過ちを認め、犠牲者の家族に賠償金支払いを約束した。だが、この事故の半年後に第四次中東戦争が勃発し、この地域は戦火に見舞われることになる。